# ルコンフィールド男爵
ルコンフィールド男爵（英: Baron Leconfield）は、イギリスの貴族、男爵。連合王国貴族爵位。エグレモント伯爵家の庶子の系統にあたる軍人ジョージ・ウィンダムが1859年に叙位されたことに始まる。1963年以降は、エグレモント男爵位を併せ持つ。

## 歴史

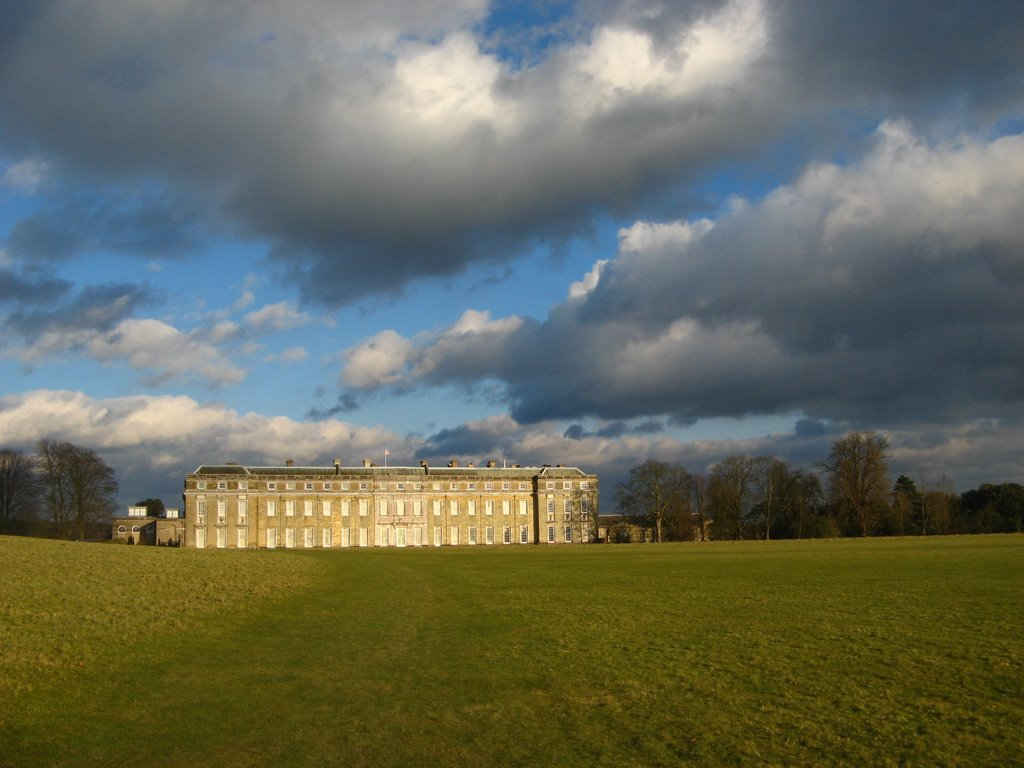
邸宅ペットワース・ハウス。多数の美術品が収蔵されている。

その祖ジョージ・ウィンダム陸軍大佐(1787-1869)は第3代エグレモント伯爵の庶子にあたる人物である。彼は1837年にサマセット公爵家に由来するペットワース・ハウス、ルコンフィールド城といった邸宅及び地所を相続ののち、1859年4月14日に連合王国貴族としてヨーク州イースト・ライディングにおけるルコンフィールドのルコンフィールド男爵(Baron Leconfield, of Leconfield in the East Riding of the County of York)に叙された。以降は直系子孫による爵位継承が続く。

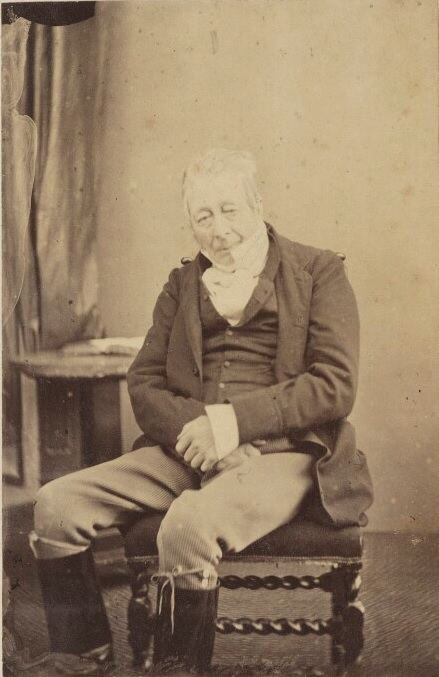
初代男爵。1870年頃。

初代男爵の長男の2代男爵ヘンリー(1837-1901)はウェスト・サセックス選挙区選出の庶民院議員を務めた政治家で、のちにコンスタンス・プリムローズ（首相アーチボルド・プリムローズの妹）を妻に迎え、ローズベリー伯爵家と縁続きとなった。
その子の3代男爵チャールズ(1872–1952)が男子なく死去すると、爵位は弟ヒュー(1877–1963、4代男爵)を経て末弟エドワード(1883–1967、5代男爵)の系統に移行した。
その子である6代男爵ジョン(1920–1972)は政治家ハロルド・マクミランと非常に親密で、その側近の役割を果たした人物である。そのため、マクミランは首相退任叙勲に際して、ジョンを連合王国貴族爵位のサセックス州ペットワースのエグレモント男爵(Baron Egremont, of Petworth in the County of Sussex)に叙することでその功を労っている。
その息子である7代男爵マックス(1948-)は王立文学協会会員を務める作家であり、2020年現在も彼が男爵家当主を務めている。
一族の邸宅は、ウェスト・サセックス、ペットワースに位置するペットワース・ハウス(Petworth House)。邸宅には伯爵家時代からの美術品が多数収蔵されており、ジェゼフ・ターナーの絵画やヴァン・ダイクの彫刻をはじめとする作品が含まれているという。
一族の紋章に刻まれるモットーは『まさしく当然に(Au Bon Droit)』。

## 現当主の保有爵位
現当主であるジョン・マックス・ヘンリー・スコーエン・ウィンダムは、以下の爵位を有する。
- 第7代ヨーク州イースト・ライディングにおけるルコンフィールドのルコンフィールド男爵
(7th Baron Leconfield, of Leconfield in the East Riding of the County of York)
(1859年4月14日の勅許状による連合王国貴族爵位)
- 第2代サセックス州ペットワースのエグレモント男爵(2nd Baron Egremont, of Petworth in the County of Sussex)
(1963年11月27日の勅許状による連合王国貴族爵位)

## ルコンフィールド男爵（1859年）

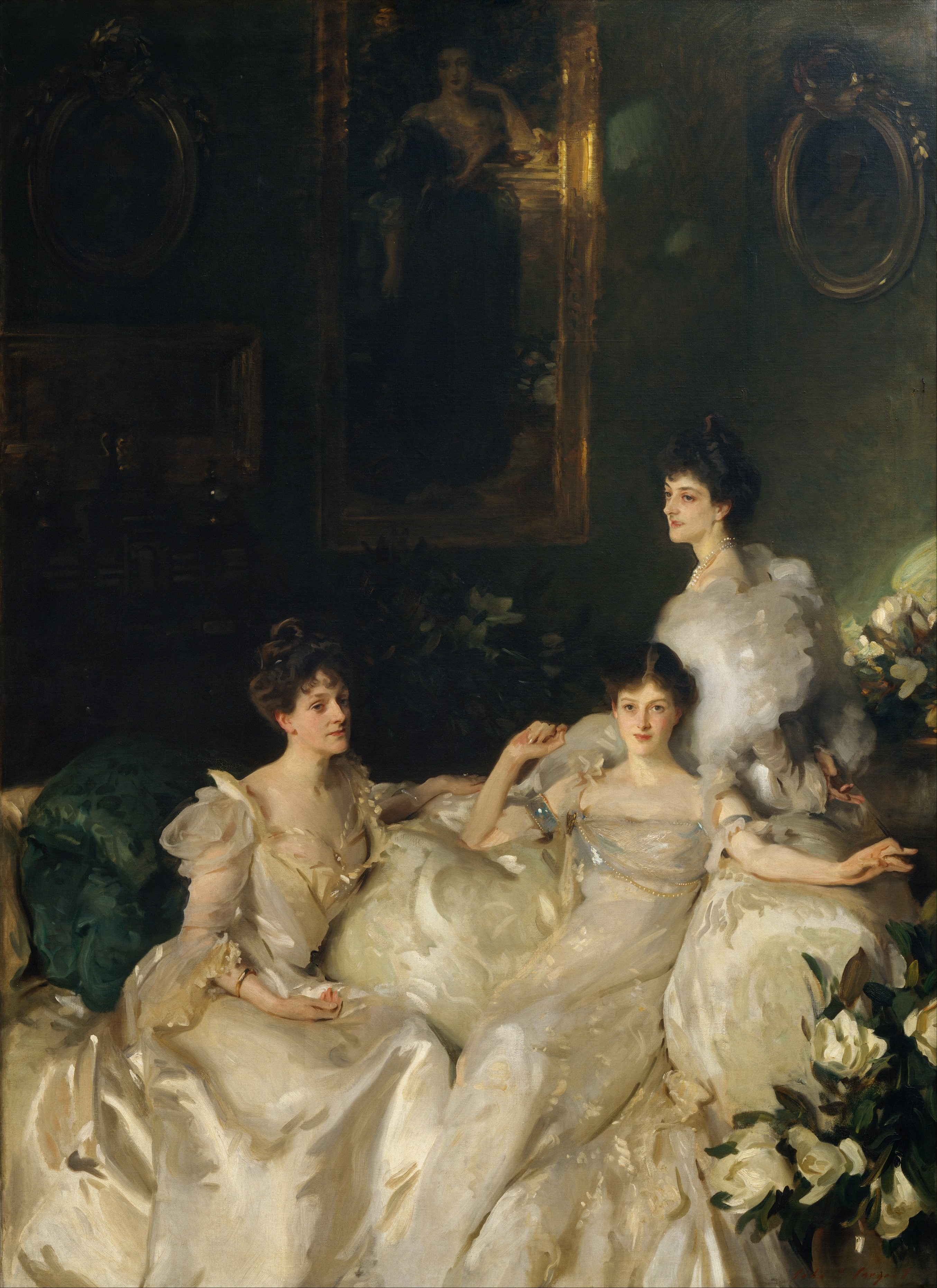
『The Wyndham Sisters』
初代男爵の孫娘姉妹を描いた絵画。
（作・J.S.サージェント、1899年）

- 初代ルコンフィールド男爵ジョージ・ウィンダム (1787–1869)
- 第2代ルコンフィールド男爵ヘンリー・ウィンダム (1830–1901)
- 第3代ルコンフィールド男爵チャールズ・ヘンリー・ウィンダム（英語版） (1872–1952)
- 第4代ルコンフィールド男爵ヒュー・アーチボルド・ウィンダム（英語版） (1877–1963)
- 第5代ルコンフィールド男爵エドワード・スコーエン・ウィンダム (1883–1967)
- 第6代ルコンフィールド男爵（初代エグレモント男爵）ジョン・エドワード・レジナルド・ウィンダム（英語版） (1920–1972)
- 第7代ルコンフィールド男爵（第2代エグレモント男爵）ジョン・マックス・ヘンリー・スコーエン・ウィンダム（英語版） (1948-)

爵位の法定推定相続人は、現当主の息子であるジョージ・ローナン・ヴァレンティン・ウィンダム閣下(1983-)。